# (8300) Iga
(8300) Iga (1994 AO2) – planetoida z pasa głównego asteroid okrążająca Słońce w ciągu 4,23 lat w średniej odległości 2,62 au. Odkryta 9 stycznia 1994 roku.